# Goetheschule (Eisenach)
Die Goetheschule ist eine Regelschule in Eisenach in Thüringen. Die Schule bietet die Möglichkeit, am Ende der Klassenstufe 9 den Hauptschulabschluss bzw. den Qualifizierenden Hauptschulabschluss und am Ende der Klassenstufe 10 den Realschulabschluss zu erreichen. Gegründet als Charlottenschule, wurde sie 1950 nach Johann Wolfgang von Goethe benannt.

## Lage
Die Schule liegt im Zentrum des Stadtgebietes von Eisenach, am Südrand der Altstadt, südlich des Marktes und der Esplanade am Pfarrberg.

## Geschichte
Das Schulgebäude wurde ab 1882 nach einem Entwurf des Architekten Hermann Hahn auf einem Teil des in mehreren Terrassen angelegten Schlossparks der wenig später abgetragenen Charlottenburg erbaut. Am 6. März 1884 wurde die Schule als Mädchenschule mit dem Namen Charlottenschule eingeweiht und bereits kurz darauf aufgestockt und um einen Seitenflügel ergänzt. Ein weiterer Erweiterungsbau erfolgt 1910, verbunden mit dem Einbau einer Zentralheizung und sanitärer Anlagen. Ab 1918 wurden auch Knaben an der Schule unterrichtet. 1928 besuchten 795 Schüler die Bildungseinrichtung.
Nach dem Zweiten Weltkrieg wurde die Schule 1950 in Goetheschule umbenannt. 1968 erfolgten Sanierungsarbeiten am Dachgestühl und eine Erneuerung der Heizung. Im Schulnetz der Stadt Eisenach wurde die Goetheschule zu Zeiten der DDR-Diktatur als 6. Polytechnische Oberschule geführt. Mit der Neustrukturierung der Bildungslandschaft in Thüringen ab dem Schuljahr 1991/92 wurden die Oberstufen der 6. und 7. polytechnischen Oberschule (Goetheschule und benachbarte Georgenschule) in die 3. und 4. Staatliche Regelschule in Trägerschaft der Stadt Eisenach überführt, sogleich zur 4. Staatliche Regelschule Goetheschule verschmolzen und seither als solche im Eisenacher Schulnetzplan geführt.
Seit 1999 erhielt die Schule jährlich die Auszeichnung Umweltschule in Europa. 2007 erhielt sie erstmals das Prädikat „Berufswahlfreundliche Schule“, 2013 und 2017 die Auszeichnung „Starke Schule-Deutschlands beste Schulen, die zur Ausbildungsreife führen“.
Das Schulgebäude steht auf der Liste der Kulturdenkmale in Eisenach (Kernstadt).

## Rektoren
1891: Dr. Bliedner

1920: Langlotz

1924: W. Walther

1925: Weidenbach

1928: A. Göpel

1943–1945: Geßner

1945–1956: Gruber

1956: H. Otto

1957–1958: Lempio

1958–1959: Bartko

1960–1986: Heinz Mund

1986–1989: Dr. Schmidt

1989–1991: Amstein

1991–2018: Petra Hötzel

seit 2019: Julia Durner